# Szamb
Szamb – wieś w Armenii, w prowincji Sjunik. W 2011 roku liczyła 416 mieszkańców.